# Campus medioambiental de Birkenfeld

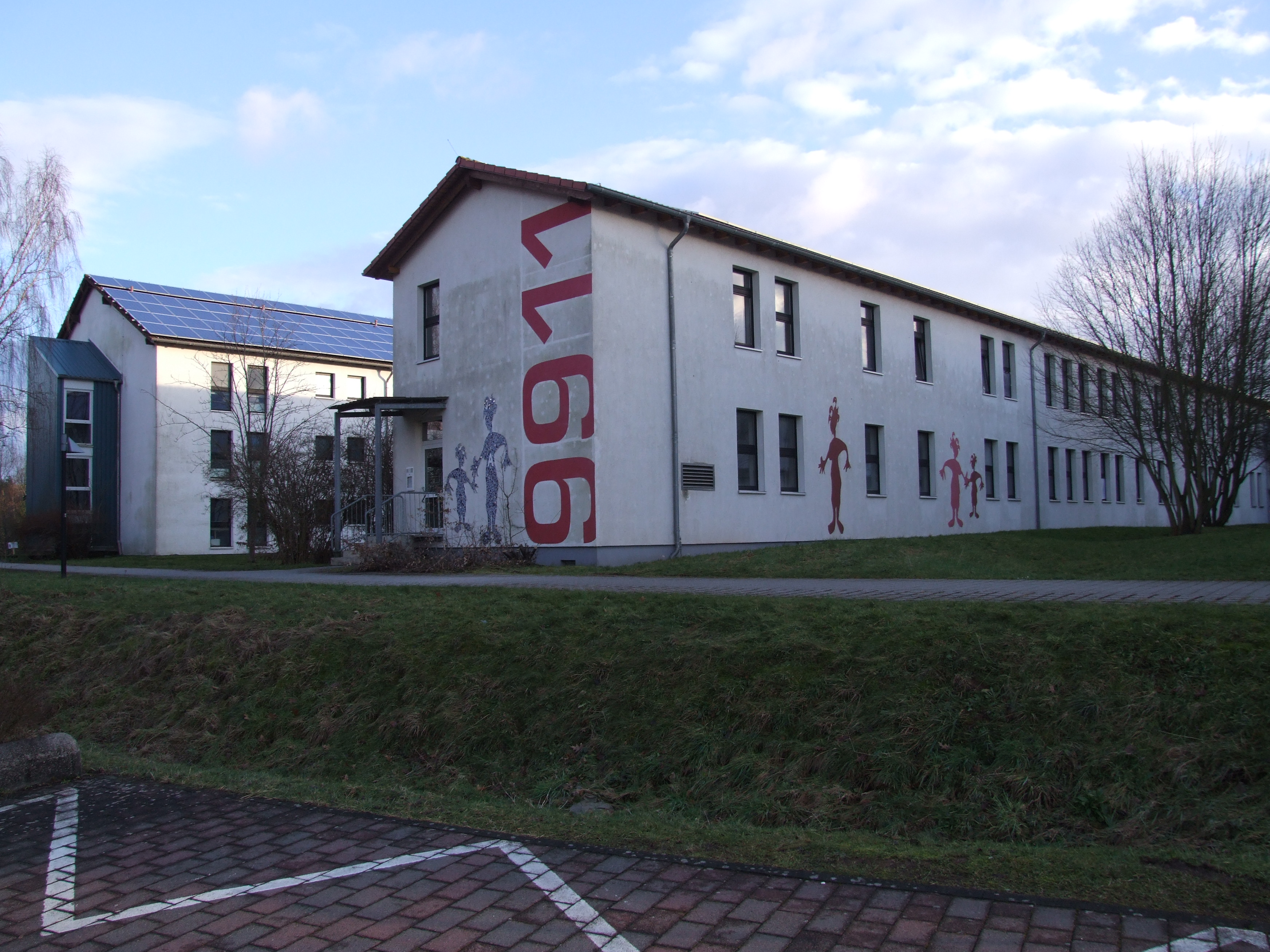
Campus medioambiental Birkenfeld

El Campus medioambiental de Birkenfeld (UCB) es una sede externa de la Universidad de Ciencias Aplicadas de Tréveris con alrededor de 1.800 estudiantes, 289 empleados y 59 profesores y está situado a unos cinco kilómetros al sur de la ciudad de Birkenfeld, en el alto valle del Nahe, en el distrito de Neubrücke del municipio de Hoppstädten-Weiersbach .

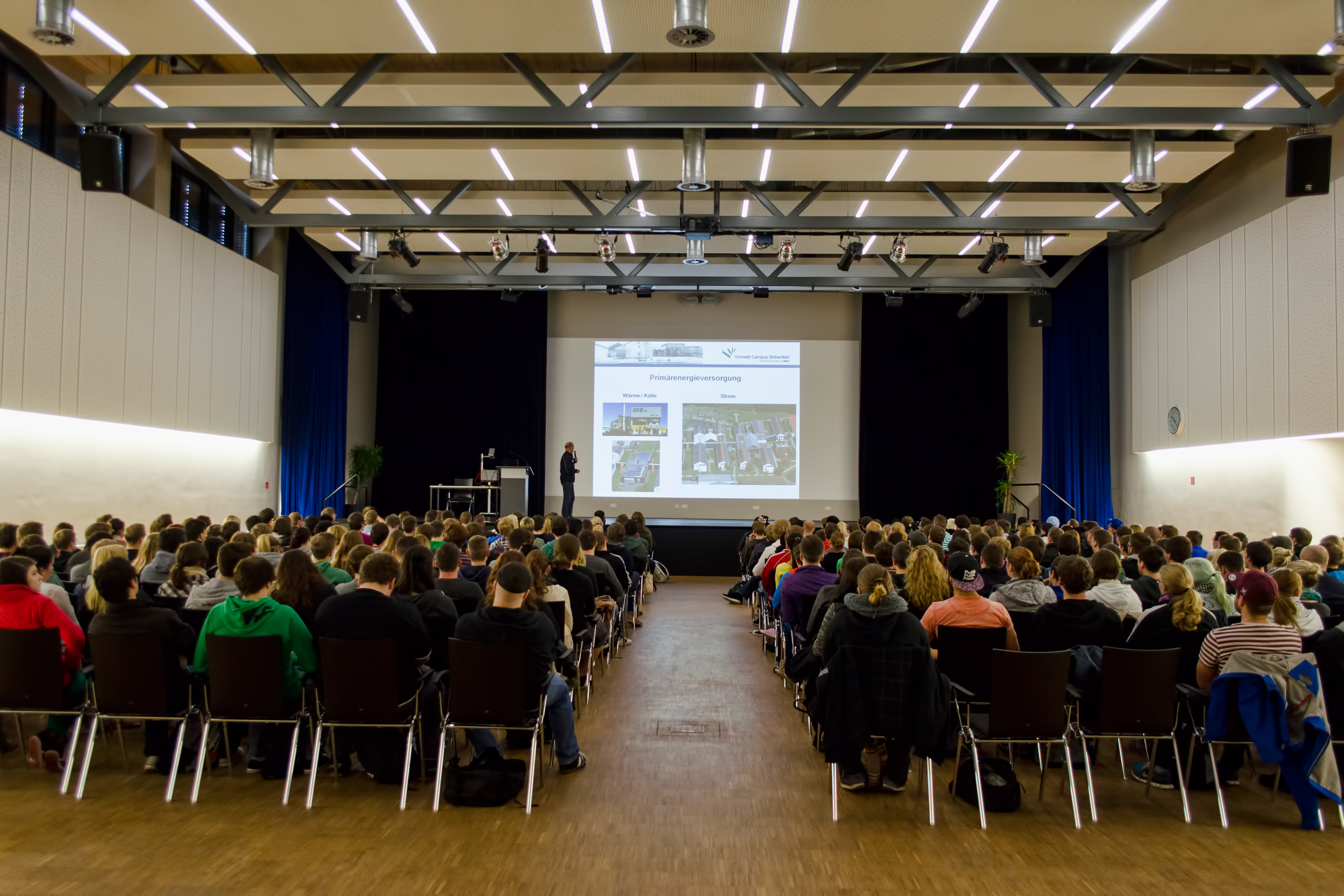
Gran sala del edificio de comunicaciones

Desde el punto de vista organizativo, el UCB se divide en dos departamentos: economía ambiental/derecho ambiental y planificación ambiental/tecnología ambiental. El primer departamento contiene los cursos que tienen una orientación principalmente económica y jurídica, mientras que el segundo departamento contiene los cursos más técnicos. El UCB alberga ocho institutos y cinco centros de competencia (que funcionan de manera similar a los institutos), así como otros proyectos de investigación e iniciativas estudiantiles. El área del campus con ocho dormitorios permite a las personas vivir, aprender y trabajar juntas en un solo lugar. El campus medioambiental de Birkenfeld es la única universidad alemana que se abastece exclusivamente de energías renovables, como electricidad y calefacción.

## Historia

### Hospital militar (1952-1994)
El 98th General Hospital fue construido en Neubrücke, ahora parte de la comunidad local de Hoppstädten-Weiersbach, cerca de la base estadounidense de Baumholder..El hospital, de 44 hectáreas, se inauguró en 1952 y contaba con 1.000 camas y varias salas médicas especializadas en cirugía, odontología, ortopedia, radiología, rehabilitación y oftalmología. Desde la década de 1970 hasta 1984, el hospital estuvo cerrado por motivos económicos, tras lo cual se mantuvo para su uso posterior. El complejo de edificios principal discurría a ambos lados como una cresta alrededor de un corredor central en dirección este-oeste; en el apéndice sur se encontraban instalaciones de abastecimiento (casino, supermercado, cine, iglesia) y en el apéndice norte, al menos recientemente años, había un consultorio de dentista. Había viviendas para la tripulación en la parte este y una escuela primaria y bloques de apartamentos en los edificios independientes al oeste. Al sur, cerca de las vías del tren, se encontraban salas de almacenamiento y despacho de mercancías que hasta los años 90 se utilizaban para guardar bajo llave el mobiliario del hospital. En 1994, los estadounidenses finalmente abandonaron el hospital y los edificios permanecieron vacíos hasta 1996. Las extensas instalaciones ferroviarias del ejército para trenes hospitales ahora están eliminadas.

### Campus medioambiental Birkenfeld (desde 1996)

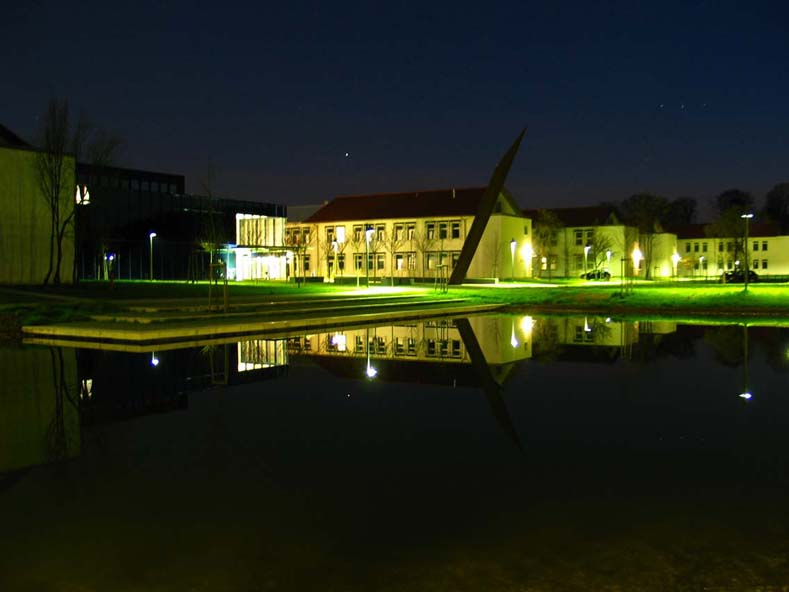
Nuevo edificio central en el centro del campus por la noche

El campus medioambiental de Birkenfeld como sede exterior de la Universidad de Ciencias Aplicadas de Trier se construyó en 1996 en el lugar del antiguo hospital militar estadounidense por iniciativa del antiguo administrador del distrito de Birkenfeld, Ernst Theilen. La UCB se convirtió en un proyecto de reconversión modelo en Hunsrück, ya que se podía dar un nuevo uso a un lugar abandonado por las fuerzas armadas estadounidenses. El sitio y los edificios fueron renovados o reconvertidos en la década de 1990. Algunos bloques de apartamentos estadounidenses y una escuela primaria todavía estaban en uso hasta finales de 2009. La iglesia del lugar estuvo en uso hasta finales del siglo pasado. El complejo de cines siguió funcionando durante mucho tiempo como sala de conferencias con actividades cinematográficas para estudiantes y la tienda minorista americana existió hasta 2009. En 2010, el complejo de edificios fue demolido para construir un edificio de comunicaciones con una sala polivalente. salas de ensayo para seminarios y bandas, y una guardería en el mismo sitio, que abrió sus puertas en 2012.  Los edificios de la UCB todavía tienen hasta el día de hoy los “números de casa americanos” de cuatro dígitos.
En enero de 2008, el campus medioambiental de Birkenfeld fue nombrado “Lugar Seleccionado 2008”. Esto significa que el campus es oficialmente uno de los “365 lugares en el país de las ideas”, reconocidos por la iniciativa de localización “Alemania – País de las ideas” y su socio de proyecto Deutsche Bank. La Universidad de Trier y su campus medioambiental Birkenfeld fueron uno de los alrededor de 1.500 lugares que participaron en el concurso. En diciembre de 2021, el campus medioambiental ocupó el puesto 6 en el ranking global GreenMetric. Clasifica y permanece en el número 1 a nivel nacional por quinto año consecutivo En junio de 2021 fue reconocido como Universidad Fairtrade por implementar la estrategia interna de sostenibilidad de la universidad y como modelo a seguir de responsabilidad social. 

## Profesores de renombre
- Hubert Schmidt (* 1958), abogado
- Jochen Struwe (* 1956), consultor de gestión
- Dirk Löhr (* 1964), economista
- Claudio Marx (* 1959), abogado

## Iniciativas estudiantiles

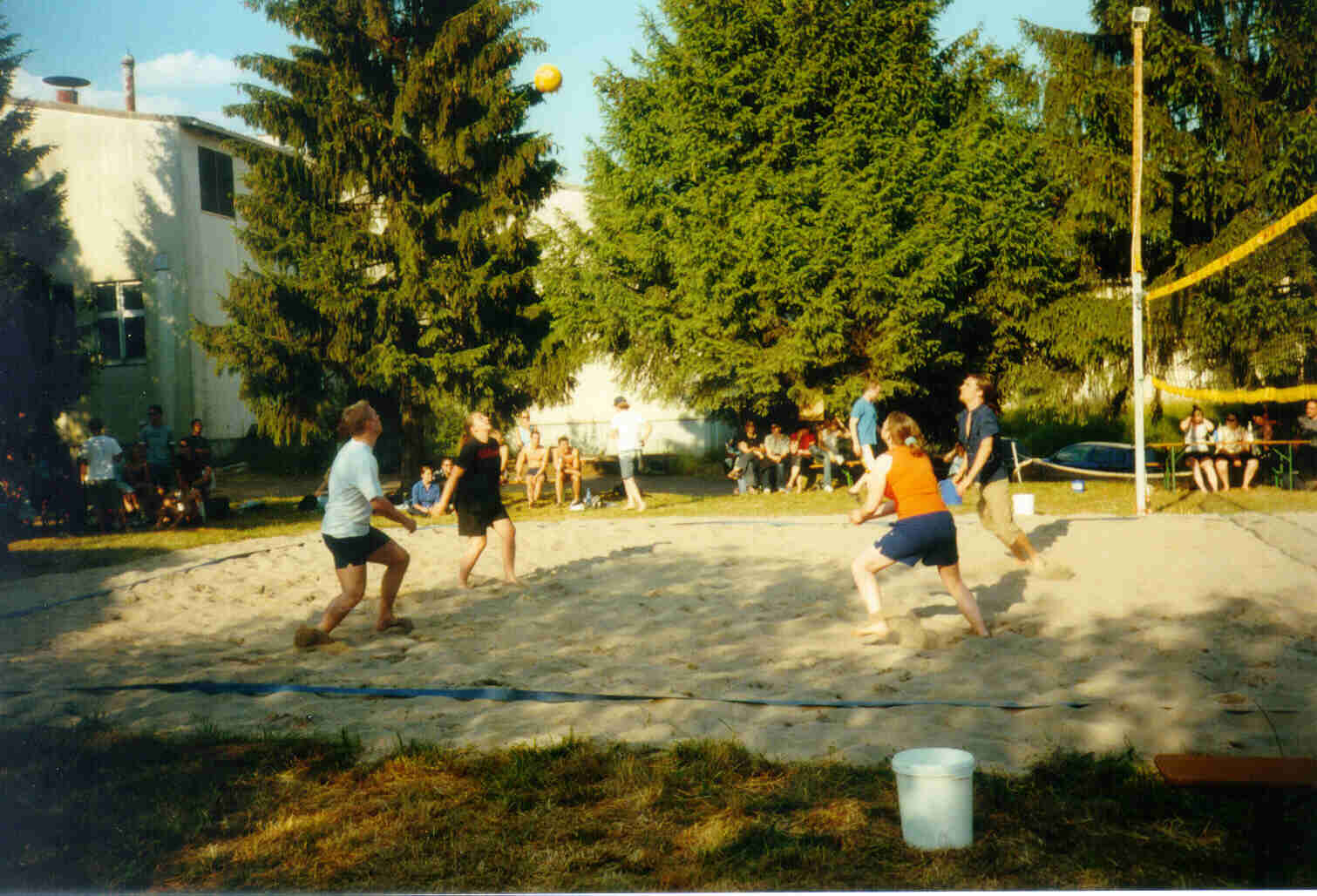
Torneo anual de voleibol de playa

Para los estudiantes de primer año que comienzan sus estudios en el semestre de invierno, sus estudios comienzan con los proyectos denominados Flying Days. Estos son organizados por estudiantes de semestre superior para estudiantes de primer semestre. Los primeros pueden adquirir puntos ECTS por liderar proyectos Flying Days.
Por parte de los estudiantes, se está impulsando la certificación de la UCB según la norma ISO 14001, norma de gestión ambiental. Cada año, estudiantes de la UCB de todo el mundo participan activamente en proyectos, por ejemplo en el marco de la Travelling University, que los ha llevado a China, Polonia, Brasil y América.

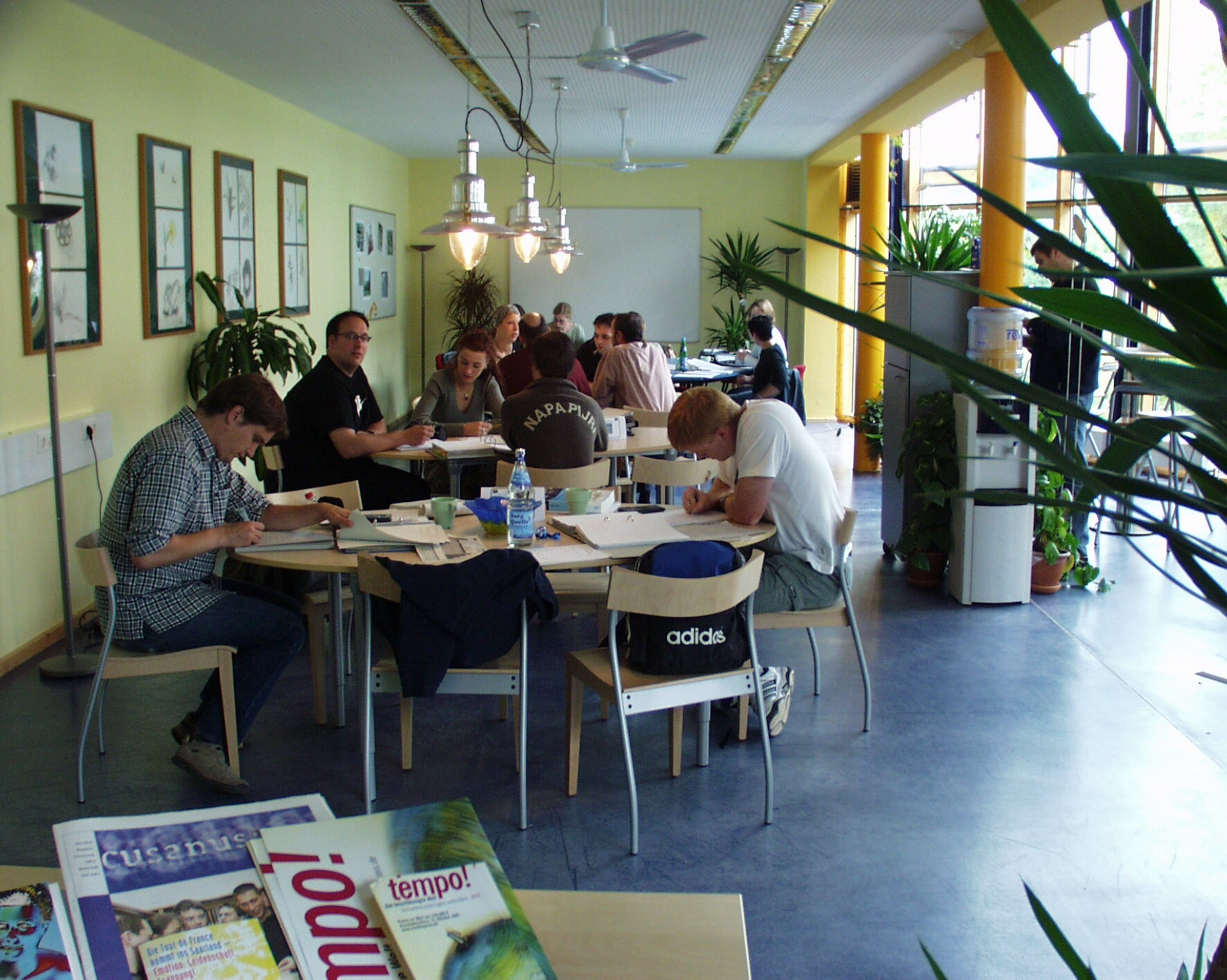
UCB Contact, un lugar para reunirse y tomar café

Green Office: la oficina de sostenibilidad en el campus medioambiental de Birkenfeld
Con el objetivo de incrementar el factor de sostenibilidad en la universidad en general, la Green Office actúa como punto de red para estudiantes, profesores, empleados y actores externos. La implementación se lleva a cabo a través de una gestión de conocimientos agrupada y como iniciador de acciones organizadas en un espíritu de sostenibilidad.

## Institutos de investigación
Desde la fundación del Campus medioambiental, se han fundado varios institutos y centros de competencia como parte de las actividades de investigación. Estas instalaciones incluyen:
- Instituto para la Gestión Aplicada del Flujo de Materiales (IfaS)[5]
- Instituto de Sistemas de Software en la Empresa (ISS)[6]
- Instituto de Gestión de Operaciones y Tecnología (IBT)[7]
- Instituto de Diseño de Procesos Biotécnicos (IBioPD)[8]
- Instituto de Ingeniería de Microprocesos y Tecnología de Partículas (IMiP)[9]
- Center for Land Research (CLR [10]
- Instituto Birkenfeld para la formación y la garantía de calidad en caso de insolvencia (BAQI)[11]
- Instituto de Derecho de las Energías Renovables, Derecho de la Eficiencia Energética y Derecho de la Protección del Clima (IREK)[12]
- Instituto de Cumplimiento y Gobernanza Social Ambiental (ICESG)[13]
- Instituto de Comunicación Internacional y Digital (InDi)[14]

### Centros de competencia
- Centro de competencia sobre pilas de combustible (Centro de pilas de combustible Renania-Palatinado )
- Centro de Competencia Gobierno Electrónico y Medio Ambiente
- Centro de Competencia “Partículas Microestructuradas Inteligentes” (KIMP)
- Centro de competencia Umberto Birkenfeld (UCC)
- Centro de Comunicación Ambiental del Campus Ambiental (ZUKUC)

## Universidades asociadas
- Brasil: Federal University of Goiás
- China: Kunming University, Sichuan University
- Dinamarca: Universidad Técnica de Dinamarca, Universidad de Aalborg
- Finlandia: Universidad de Helsinki
- Francia: IUP Metz, Aix-Marseille in Aix-en-Provence, Aix-Marseille in St. Jérome, Ecole Superieur d’Angers, Ecole des Mines d’Albi-Carmaux, Université de Bourgogne, ENACOM Ecole de commerce Nantes
- Irlanda: Athlone IT, Dundalk IT, Sligo IT, University of Limerick
- Italia: Universidad de Florencia, Universidad de Roma La Sapienza
- Japón: Kōchi University, Ritsumeikan Asia Pacific University
- Colombia: Escuela de Ingeniería de Antioquia, Universidad de Medellín
- Liechtenstein: Hochschule Liechtenstein
- Lituania: Klaipėda University, LCC International University
- Países Bajos: Van Hall Institut
- Austria: Fachhochschule Burgenland
- Polonia: Universidad de Silesia
- Portugal: Universidad de Oporto
- Suecia: Universidad de Dalarna
- Suiza: Hochschule für Wirtschaft in Luzern
- España: Universidad de Salamanca, Universidad de Castilla-La Mancha
- Turquía: Akdeniz Üniversitesi
- Hungría: Universidad de Miskolc, Universidad de Kecskemét
- Estados Unidos: Lander University, Clemson University, Warren-Wilson College, Washington University, Midwestern State University
- Chipre: Universidad de Chipre

Nota: La lista de universidades asociadas al Campus medioambiental Birkenfeld puede estar desactualizada. Puede encontrar una lista actualizada anualmente de universidades asociadas en la lista actualizada anualmente de universidades asociadas.

## Accesibilidad
Se puede llegar al campus medioambiental a través del cruce Birkenfeld de la autopista federal 62 y la carretera federal 41. El campus está conectado cada hora con el ferrocarril del valle de Nahe (Frankfurt – Mainz – Bingen – Saarbrücken) a través de la estación de tren Neubrücke/Nahe, situada en las inmediaciones.

## Enlaces web
- Sitio web del campus medioambiental de Birkenfeld
- Sitio web de la Universidad de Tréveris
- Sitio web de la Unión de Estudiantes de Trier